# Zony (obwód irkucki)
Zony (ros. Зоны) – wieś (sieło) w Rosji, w obwodzie irkuckim, w rejonie ałarskim Ust-Ordyńskiego Okręgu Buriackiego. W 2021 liczyła 567 mieszkańców.